# Chicken picking
Il chicken picking o hybrid picking è una tecnica chitarristica che consiste nel pizzicare le corde della chitarra con il plettro e le dita contemporaneamente. La tecnica è molto usata nel country e consente di dare maggiore colore e corposità a un fraseggio, sia esso un accompagnamento o un assolo.
In generale, il chicken picking è un caso particolare dell'hybrid picking, ovvero quando il plettro e le dita (solitamente il medio) si alternano nel pizzicare le corde. Da qui il nome della tecnica: il suono di una chitarra elettrica suonata in chicken picking è simile al verso della gallina (chicken in inglese).
Le dita utilizzate sono il medio e l'anulare (della mano destra), e raramente il mignolo, mentre l'indice serve per tenere il plettro. Il chicken picking utilizza la tecnica dello slap per dare un colpo deciso alla nota, diminuendo al contempo la pressione della mano sinistra sul manico per fermare la nota.
Tra i musicisti che utilizzano o hanno utilizzato tale tecnica con maestria ricordiamo Danny Gatton, Rory Gallagher, Les Paul, Mark Knopfler, Steve Morse, Chet Atkins, James Burton, Jerry Reed, Albert Lee e Steve Howe e, casi rari nell'heavy metal, Zakk Wylde e John 5.